# Восстание на Альфе-Ц
«Восстание на Альфе-Ц» — детский научно-фантастический роман знаменитого американского писателя Роберта Силверберга. Роман был впервые опубликован в 1955 году и является первым произведением Силверберга.

## Сюжет
2363 год. Ларри Старк, потомственный звездолётчик, и несколько других кадетов Космической академии осуществляют тренировочный полёт в патрульном межзвёздном корабле перед выпуском из академии. Полёт предполагает прибытие на земную колонию на 4-й планете Альфы Центавра, где условия обитания похожи на земные. Из-за неполадок перед необходимым пространственным скачком Ларри Старк и О’Хейр вынуждены выйти в открытый космос, где Ларри спасает напарнику жизнь, после чего между ними возникает крепкая дружба. По прибытии корабля к Альфе Центавре неожиданно оказывается, что власть в основной Лондонской колонии захвачена колонистами, проголосовавшими за независимость планеты от Земли. Корабль вынужден сесть на территории Чикагской колонии, где власть ещё лояльна Земле. Часть экипажа переходит на сторону восставших. Ларри, воспитанный абсолютно лояльным и верным Земле, оказывается перед выбором, когда ему поручено передать с корабля сообщение о необходимости разрушения колонии земной патрульной эскадрой. Оказавшись перед сложным нравственным выбором, после многих колебаний Ларри переходит на сторону колонистов.

### Особенности сюжета
- Сверхсветовые полёты осуществляются на основе принципа свёрнутого пространства и полёт на 4,5 световых года занимает 15 дней.
- Планета Альфы Центавра напоминает Землю периода расцвета динозавров.
- Радиосвязь корабля основана на электронных лампах.
- Автор проводит параллели событий в романе с войной Североамериканских колоний за независимость от Великобритании (знаменитый лозунг «Нет налогам без представительства» и др.).

## Персонажи
- Ларри Старк — кадет Космической академии, радиооператор космического корабля «Карден».
- Херл Эллисон — кадет Космической патрульной академии, член экипажа корабля.
- Хейтор ван Хаарен — кадет земного отделения академии, член экипажа.
- Рейнхардт — капитан корабля «Карден».
- Олькотт — пилот корабля.
- О’Хейр, Греннел Боггс — члены экипажа.
- Гаррисон — президент земной колонии на Альфе Центавре.
- Джон Брауни — лидер революционеров.
- Картер — глава Временного правительства в Лондонской колонии.